# صموئيل بوتنام
صموئيل بوتنام (بالإنجليزية: Samuel Putnam)‏ هو باحث في الرومانسية ومترجم وصحفي وكاتب ومؤلف أمريكي، ولد في 10 أكتوبر 1892 في إلينوي في الولايات المتحدة، وتوفي في 15 يناير 1950 في نيوجيرسي في الولايات المتحدة.

## وصلات خارجية
- صموئيل بوتنام على موقع الموسوعة البريطانية (الإنجليزية)